# Serra de São Mamede
A Serra de São Mamede é uma elevação de Portugal Continental com 1025 metros de altitude, o que faz dela a cadeia montanhosa mais alta a sul do rio Tejo, sendo a última serra da cordilheira dos Montes de Toledo. Tem 661 m de proeminência e 75,65 km de isolamento topográfico.
Situa-se no Distrito de Portalegre e no Alto Alentejo. 
Nela está delimitado o Parque Natural da Serra de São Mamede, onde se podem ver abutres e águias, os veados, javalis e ginetas vivem por entre os castanheiros e sobreiros, enquanto os rios atraem as lontras. A reserva abriga também uma das maiores colónias de morcegos da Europa. A sua rica fauna e flora encontram-se entre os elementos que potenciaram a criação do parque com o mesmo nome. 
Em termos geomorfológicos a serra de São Mamede ergue-se numa crista quartzítica, que emerge na plataforma de Portalegre; esta plataforma formou-se a partir da erosão que ocorre na serra de São Mamede. Nela nascem o rio Sever e a ribeira de Nisa.
Os megálitos sugerem que a serra foi habitada nos tempos pré-históricos e há gravuras rupestres nas serras de Cavaleiros e Louções.
A par com a serra de Arraiolos é das únicas zonas no Alentejo onde pode nevar nos dias mais frios de inverno. A serra de São Mamede foi contemplada com o último grande nevão a 27 de fevereiro de 2013. Entretanto, em 5 de abril de 2019, ocorreu um episódio de precipitação de neve. Por norma, pelo menos uma vez por ano costuma nevar nesta serra, mas podem existir anos onde não haja nenhuma nevada.